# Согласие (Воронежская область)
Согла́сие — посёлок в Новохопёрском районе Воронежской области России.
Входит в состав Елань-Коленовского городского поселения.

## Население
| 2010 | 2021 |
| ---- | ---- |
| 1    | ↘0   |